# Marcantonio Colonna di Stigliano (principe di Sonnino)
Marcantonio Colonna di Stigliano, III principe di Sonnino (Napoli, 18 marzo 1724 – Napoli, 16 agosto 1796), è stato un militare e politico italiano.
Fu viceré di Sicilia per re Ferdinando III tra il 1774 e il 1780.

## Biografia
Nacque intorno al 1724, con ogni probabilità in Spagna o a Napoli, figlio di Ferdinando Colonna di Stigliano, II principe di Sonnino (1695-1775), cavallerizzo maggiore del re, e di Luigia Caracciolo dei principi di San Bono. Era nipote del principe d'Ardore, Jacopo (Milano, marchese di San Giorgio, ambasciatore napoletano a Parigi dal 1741 fino al maggio 1753, marito della sorella della principessa di Stigliano).
Uomo di corte col titolo di Gentiluomo di camera d'esercizio, molto vicino al giovane re Ferdinando IV durante la reggenza di principe di San Nicandro e del marchese Tanucci. Fu comandante dei battaglioni dei volontari di marina.
Il 16 giugno 1765 fu inviato come ambasciatore straordinario in Austria, a Innsbruck, in occasione del matrimonio tra l'infanta di Spagna, Maria Luisa, figlia di Carlo III di Borbone, e l'arciduca Pietro Leopoldo.
Nell'ottobre del 1774 fu inviato come viceré in Sicilia, dove ristabilì l'ordine pubblico che nell'anno precedente era stato turbato da un tumulto popolare quando l'isola era in rivolta contro Fogliani. Esercitò quella carica sino all'agosto del 1780.
Nel suo governo fece trasferire in un ampio locale la biblioteca pubblica di Palermo e fece costruire tra il 1777 e il 1778 presso la città il giardino pubblico di Villa Giulia o Villa Flora e istituì collegi e convitti per la educazione della gioventù di ambedue i sessi, e per ogni classe di persone.
Ritornato a Napoli fu annoverato fra i capi di corte col titolo di capitano delle guardie reali.
Morì a Napoli nel 1796.

## Matrimonio e figli
Sposò a Napoli, il 27 dicembre 1745, Giulia d'Avalos d'Aquino d'Aragona (1728-1802), figlia di Andrea d'Avalos d'Aquino d'Aragona (1700-1746) e di Cosima Beatrice Antonia Caracciolo (1695-1764), VII duchessa di Celenza. Dal matrimonio con Giulia nacquero nove figli:
- Andrea (1748 - 1820), IV principe di Sonnino e I principe di Stigliano
- Antonio (1751 - 1793), prelato domestico e cameriere segreto di Sua Santità, governatore di Jesi e di Rieti
- Giuseppe (m. 1821), sposò Teresa Calà Lanzina y Ulloa dei duchi di Lauria
- Felice
- Teresa (1756 - 1823), sposò Augusto Cattaneo della Volta, V principe di San Nicandro
- Girolamo (m. 1794)
- Agostino (1765 - 1830), maresciallo di campo dell'esercito del regno di Napoli, comandante della piazza d'arme d'Ischia e della provincia del Principato Ultra, sposò Giovanna Dumontier
- Luigi (1766 - 1818), prefetto del Palazzo Reale di Napoli, sposò Felice Francesca Riva Finoli
- Giuliano (1772 - 1799), ghigliottinato per aver preso parte alla rivoluzione napoletana

## Ascendenza
|                                                           |                                                |                                                     | Genitori                                   |  |  | Nonni |  |  | Bisnonni                            |  |  | Trisnonni                                                 |  |
|                                                           |                                                |                                                     |                                            |  |  |       |  |  | Filippo Colonna, signore di Sonnino |  |  | Marcantonio V Colonna di Paliano, VII principe di Paliano |  |
|                                                           |                                                |                                                     |                                            |  |  |       |  |  | Filippo Colonna, signore di Sonnino |  |  | Marcantonio V Colonna di Paliano, VII principe di Paliano |  |
|                                                           |                                                | Isabella Gioeni                                     |                                            |  |  |       |  |  | Filippo Colonna, signore di Sonnino |  |  |                                                           |  |
| Giuliano Colonna di Stigliano, I principe di Sonnino      |                                                |                                                     |                                            |  |  |       |  |  | Filippo Colonna, signore di Sonnino |  |  |                                                           |  |
|                                                           |                                                | Clelia Cesarini                                     | Giuliano III Cesarini, principe di Genzano |  |  |       |  |  |                                     |  |  |                                                           |  |
|                                                           |                                                | Clelia Cesarini                                     | Giuliano III Cesarini, principe di Genzano |  |  |       |  |  |                                     |  |  |                                                           |  |
|                                                           |                                                | Clelia Cesarini                                     | Margherita Savelli di Venafro              |  |  |       |  |  |                                     |  |  |                                                           |  |
| Ferdinando Colonna di Stigliano, II principe di Sonnino   |                                                | Clelia Cesarini                                     |                                            |  |  |       |  |  |                                     |  |  |                                                           |  |
|                                                           |                                                | Ferdinando van den Eynde, I marchese di Castelnuovo | Jan van den Eynde                          |  |  |       |  |  |                                     |  |  |                                                           |  |
|                                                           |                                                | Ferdinando van den Eynde, I marchese di Castelnuovo | Jan van den Eynde                          |  |  |       |  |  |                                     |  |  |                                                           |  |
|                                                           |                                                | Ferdinando van den Eynde, I marchese di Castelnuovo | …                                          |  |  |       |  |  |                                     |  |  |                                                           |  |
| Giovanna van den Eynde                                    |                                                | Ferdinando van den Eynde, I marchese di Castelnuovo |                                            |  |  |       |  |  |                                     |  |  |                                                           |  |
|                                                           |                                                | Olinda Piccolomini                                  | Girolamo Piccolomini                       |  |  |       |  |  |                                     |  |  |                                                           |  |
|                                                           |                                                | Olinda Piccolomini                                  | Girolamo Piccolomini                       |  |  |       |  |  |                                     |  |  |                                                           |  |
|                                                           |                                                | Olinda Piccolomini                                  | Virginia di Ciaia                          |  |  |       |  |  |                                     |  |  |                                                           |  |
| Marcantonio Colonna di Stigliano, III principe di Sonnino |                                                | Olinda Piccolomini                                  |                                            |  |  |       |  |  |                                     |  |  |                                                           |  |
|                                                           | Marino V Caracciolo, IV principe di Santobuono | Ferrante Caracciolo, III principe di Santobuono     |                                            |  |  |       |  |  |                                     |  |  |                                                           |  |
|                                                           | Marino V Caracciolo, IV principe di Santobuono | Ferrante Caracciolo, III principe di Santobuono     |                                            |  |  |       |  |  |                                     |  |  |                                                           |  |
|                                                           | Marino V Caracciolo, IV principe di Santobuono | Chiara Loffredo                                     |                                            |  |  |       |  |  |                                     |  |  |                                                           |  |
| Carmine Niccolò Caracciolo, V principe di Santobuono      | Marino V Caracciolo, IV principe di Santobuono |                                                     |                                            |  |  |       |  |  |                                     |  |  |                                                           |  |
|                                                           |                                                | Giovanna Caracciolo di Torella                      | Giuseppe Caracciolo, I principe di Torella |  |  |       |  |  |                                     |  |  |                                                           |  |
|                                                           |                                                | Giovanna Caracciolo di Torella                      | Giuseppe Caracciolo, I principe di Torella |  |  |       |  |  |                                     |  |  |                                                           |  |
|                                                           |                                                | Giovanna Caracciolo di Torella                      | Costanza di Capua                          |  |  |       |  |  |                                     |  |  |                                                           |  |
| Luisa Caracciolo                                          |                                                | Giovanna Caracciolo di Torella                      |                                            |  |  |       |  |  |                                     |  |  |                                                           |  |
|                                                           |                                                | Francesco Ruffo, IV duca di Bagnara                 | Carlo Ruffo, III duca di Bagnara           |  |  |       |  |  |                                     |  |  |                                                           |  |
|                                                           |                                                | Francesco Ruffo, IV duca di Bagnara                 | Carlo Ruffo, III duca di Bagnara           |  |  |       |  |  |                                     |  |  |                                                           |  |
|                                                           |                                                | Francesco Ruffo, IV duca di Bagnara                 | Costanza Boncompagni                       |  |  |       |  |  |                                     |  |  |                                                           |  |
| Giovanna Costanza Ruffo di Bagnara                        |                                                | Francesco Ruffo, IV duca di Bagnara                 |                                            |  |  |       |  |  |                                     |  |  |                                                           |  |
|                                                           |                                                | Giovanna Lanza                                      | Lorenzo Lanza, conte di Mussomeli          |  |  |       |  |  |                                     |  |  |                                                           |  |
|                                                           |                                                | Giovanna Lanza                                      | Lorenzo Lanza, conte di Mussomeli          |  |  |       |  |  |                                     |  |  |                                                           |  |
|                                                           |                                                | Giovanna Lanza                                      | Luisa de Moncada                           |  |  |       |  |  |                                     |  |  |                                                           |  |
|                                                           |                                                | Giovanna Lanza                                      |                                            |  |  |       |  |  |                                     |  |  |                                                           |  |